# Norwegian Wood (This Bird Has Flown)
Norwegian Wood (This Bird Has Flown) (englisch für „Norwegisches Holz [Diese Chance ist vertan]“) ist ein Lied der britischen Band The Beatles aus dem Jahr 1965. Geschrieben wurde es größtenteils von John Lennon, steht jedoch unter der Autorenangabe Lennon/McCartney. Markant an dem Lied sind das von George Harrison gespielte indische Instrument Sitar und der Dreivierteltakt.

## Hintergrund
John Lennon schrieb Norwegian Wood während eines gemeinsamen Skiurlaubs in St. Moritz (Schweiz) mit seiner ersten Frau Cynthia und dem Beatles-Produzenten George Martin. Inhaltlich beschreibt das Lied einen Abend bei einer Frau. Spät am Abend zieht er sich ins Badezimmer zurück, wo er übernachtet. Am nächsten Morgen ist die Frau verschwunden, und er legt ein Feuer.
In späteren Jahren berichtete Lennon über verschiedene Versionen der Entstehung: 1980 nahm er die Autorenschaft des Liedes vollständig für sich in Anspruch, während er zehn Jahre zuvor noch berichtete, dass Paul McCartney den Mittelteil geschrieben habe. McCartney selbst gab an, John Lennon habe den Beginn des Songs allein geschrieben (Textpassage: “I once had a girl, or should I say, she once had me”), den sie dann gemeinsam zu Norwegian Wood vervollständigten. Zu dem ungewöhnlichen Titel Norwegian Wood teilte McCartney mit, dass Peter Asher – Teil des Pop-Duos Peter & Gordon und Bruder von McCartneys damaliger Freundin Jane Asher –, wie es damals viele getan hätten, sein Zimmer in „norwegischem Holz“ getäfelt habe, was tatsächlich billige Kiefer gewesen sei. Aber „billige Kiefer“ sei doch kein so guter Songtitel.

## Aufnahme

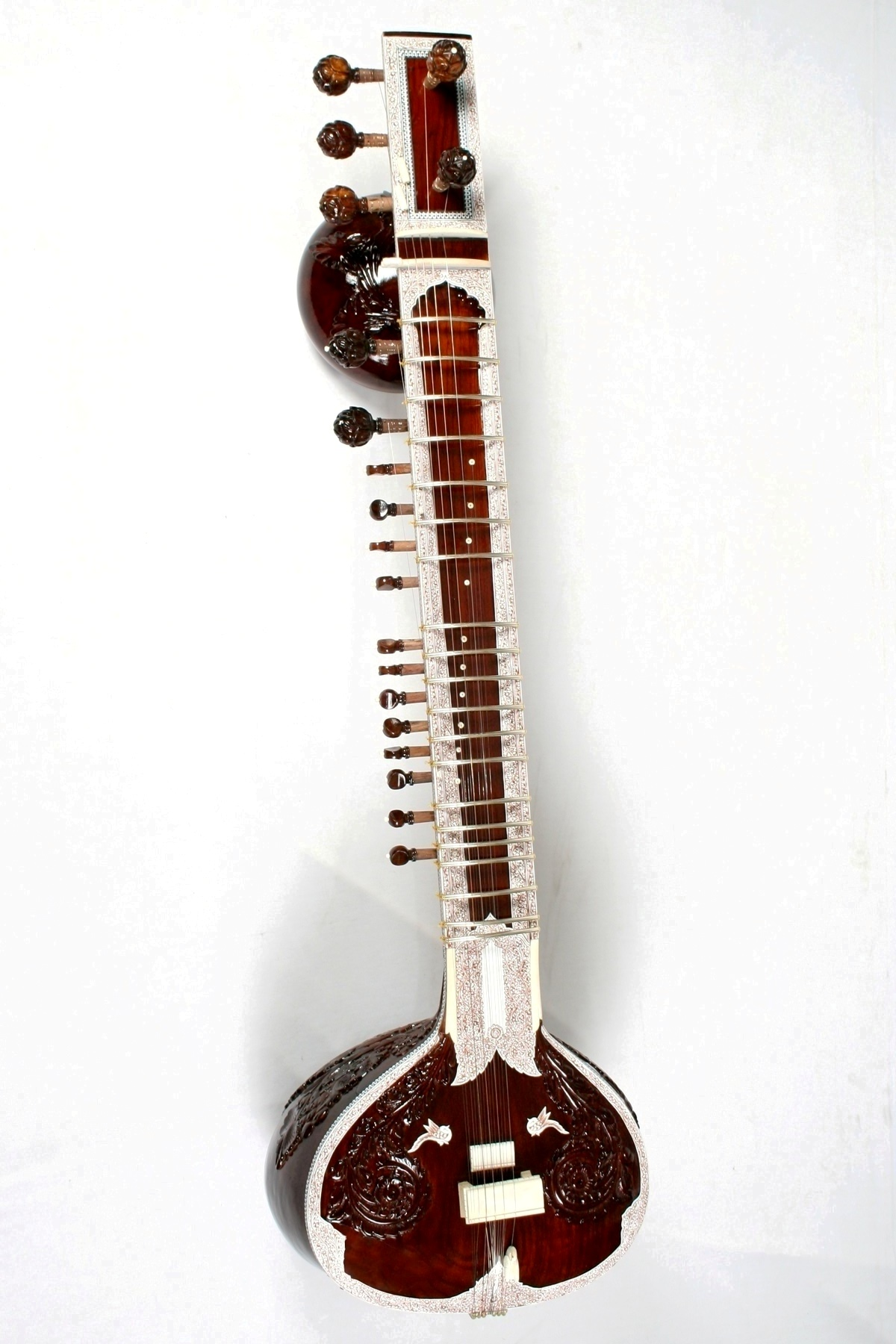
Sitar

Norwegian Wood wurde im Oktober 1965 in den Abbey Road Studios in London aufgenommen. Produziert wurde das Lied von George Martin, assistiert von Norman Smith. Am 12. Oktober 1965 nahmen die Beatles eine erste Version von Norwegian Wood (noch unter dem Arbeitstitel This Bird Has Flown) auf. Am 21. Oktober wurde das Lied in vier Takes neu aufgenommen.
Norwegian Wood ist eines der ersten Lieder der Popmusik, in denen eine Sitar eingesetzt wurde. George Harrison, der erst kurz zuvor eine Sitar erworben hatte, schlug vor, sie auf dem Lied zu spielen, obwohl er das Instrument zu diesem Zeitpunkt noch kaum beherrschte.
Der britische Tontechniker Geoff Emerick behauptete 2006 in seinem Buch Du machst die Beatles, bei Norwegian Wood der erste Tontechniker gewesen zu sein, der in den Abbey Road Studios eine Sitar aufgenommen habe, obwohl er nachweislich an der Session nicht teilgenommen hatte und erst ein Jahr später begann, mit den Beatles zu arbeiten.
Das Lied erhält nach Auffassung von Leonard Bernstein durch die Verwendung des mixolydischen Modus seinen besonderen „Charme“.
Die Abmischungen des Liedes erfolgten am 25. Oktober 1965 in Mono und am 26. Oktober in Stereo. Das hörbare Husten nach der Zeile „to sit anywhere“ wurde bei der Stereoversion entfernt.
Am 26. Februar 1987 erfolgte die Erstveröffentlichung des Albums Rubber Soul als CD in Europa (USA: 21. Juli 1987), in einer von George Martin im Jahr 1986 hergestellten digitalen neuen Stereoabmischung.
Besetzung
- John Lennon: Akustikgitarre, Gesang
- Paul McCartney: Bass, Hintergrundgesang
- George Harrison: Sitar
- Ringo Starr: Tamburin, Maracas, Perkussion

## Veröffentlichungen
- Am 7. Dezember 1965 erschien in Deutschland das zehnte Beatles-Album Rubber Soul, auf dem Norwegian Wood enthalten ist. In Großbritannien wurde das Album schon am 3. Dezember 1965 veröffentlicht, dort war es das sechste Beatles-Album. In den USA wurde Norwegian Wood auf dem dortigen elften Album Rubber Soul am 6. Dezember 1965 veröffentlicht. Als Single wurde es nicht ausgekoppelt.
- Am 6. April 1973 erschien das Kompilationsalbum 1962–1966 auf dem sich auch Norwegian Wood befindet.
- Am 13. März 1996 erschien auf dem Album Anthology 2 der Aufnahme Take 1 von Norwegian Wood.
- Am 10. November 2023 wurde das Kompilationsalbum 1962–1966 erneut wiederveröffentlicht, auf diesem befindet sich Norwegian Wood in einer von Giles Martin und Sam Okell 2023 neu abgemischten Version.

## Coverversionen
Coverversionen veröffentlichten u. a. Sérgio Mendes, Herbie Hancock, Count Basie, Waylon Jennings, Hank Williams Jr., P. M. Dawn, Tangerine Dream, Arjen Anthony Lucassen und José Feliciano. 1997 spielte die britische Band Cornershop das Lied in der Sprache Panjabi ein.

## Auszeichnungen für Musikverkäufe
| Land/Region                  | Auszeichnungen für Musikverkäufe (Land/Region, Auszeichnung, Verkäufe) | Verkäufe |
| ---------------------------- | ---------------------------------------------------------------------- | -------- |
| Neuseeland (RMNZ)            | Gold                                                                   | 15.000   |
| Vereinigtes Königreich (BPI) | Gold                                                                   | 400.000  |
| Insgesamt                    | 2× Gold ·                                                              | 415.000  |

Hauptartikel: The Beatles/Auszeichnungen für Musikverkäufe

## Sonstiges
Der japanische Autor Haruki Murakami hat seinen Roman Noruwei no mori (englisch Norwegian Wood, im Deutschen: Naokos Lächeln) nach diesem Lied benannt. Zu Beginn des Romans erinnert sich der Protagonist durch das Hören des Liedes an seine Jugend, wodurch die Erzählung eingeleitet wird.